# Magdalena Prejsnar-Wąsacz
Magdalena Prejsnar-Wąsacz (zm. 2 lipca 2025) – polska pianistka, doktor habilitowany sztuk muzycznych.

## Życiorys
Absolwentka Państwowego Liceum Muzycznego w Rzeszowie. W 1994 r. ukończyła studia instrumentalistyki w Akademii Muzycznej w Warszawie, w 2012 r. habilitowała się. Została pracownikiem naukowym w Instytucie Muzyki, Kolegium Nauk Humanistycznych Uniwersytetu Rzeszowskiego.

## Życie prywatne
Była zamężna, miała córkę oraz syna..